# Ginesta de flor blanca
La ginesta de flor blanca (Retama monosperma) és una espècie de planta lleguminosa del gènere Retama de flors blanques. Espècie molt típica de les costes del sud-est ibèric i nord-est marroquí. De vegades se l'empra per fixar dunes i en ornamentació en altres regions de la península Ibèrica. Associada al margalló, altabaca (Dittrichia viscosa), tamariu i camarina.

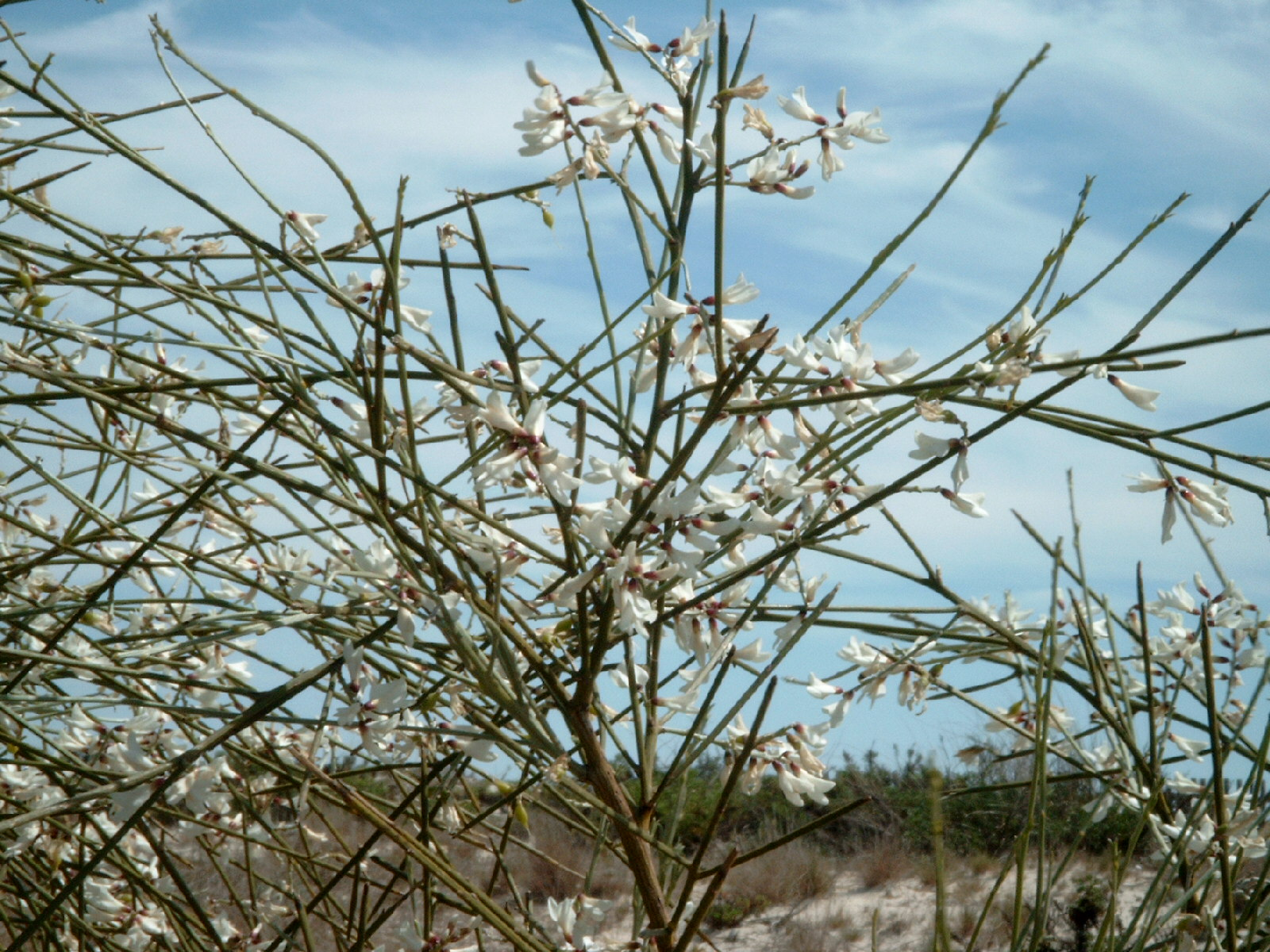
Vista de la planta

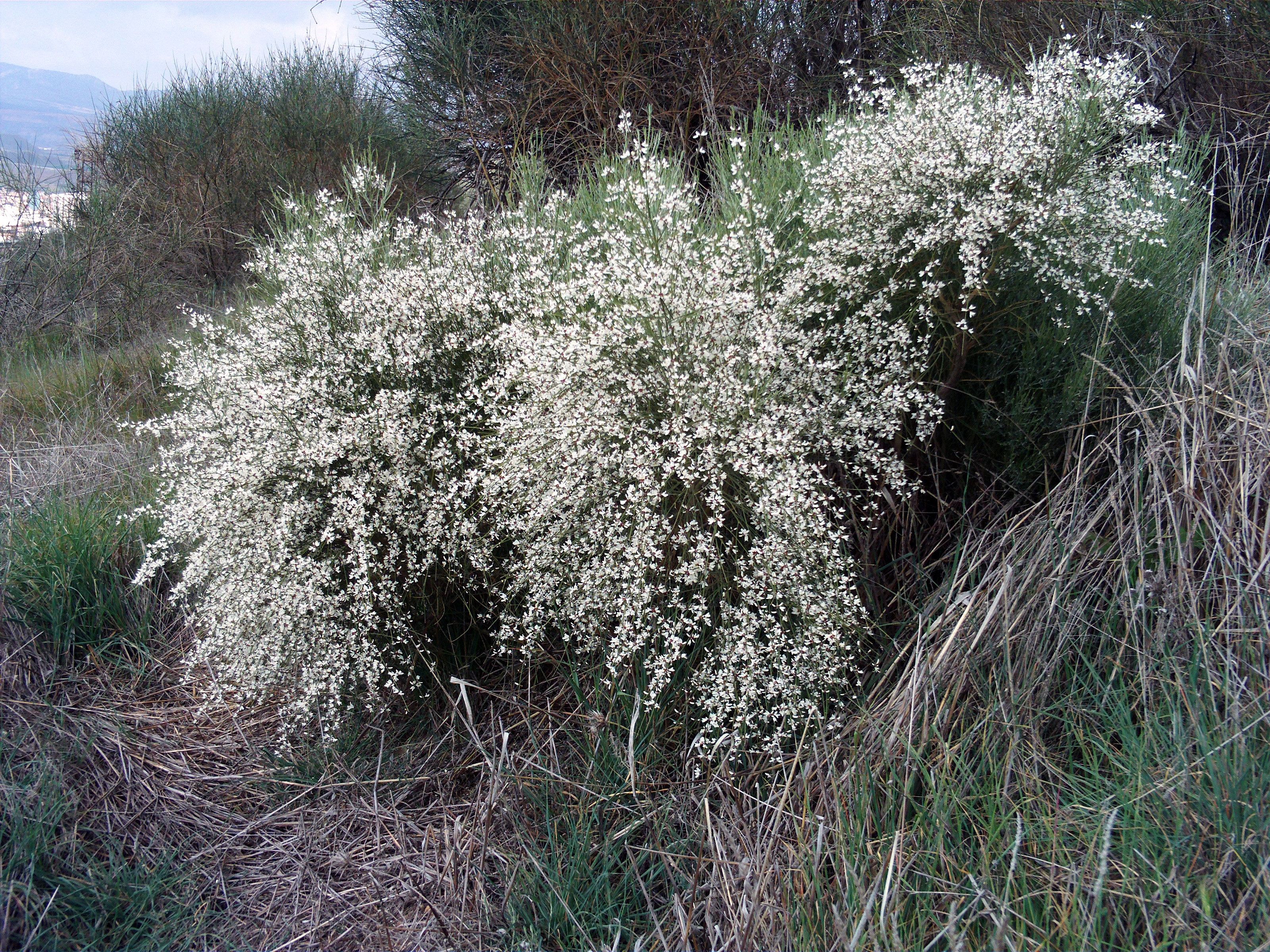
En el seu hàbitat

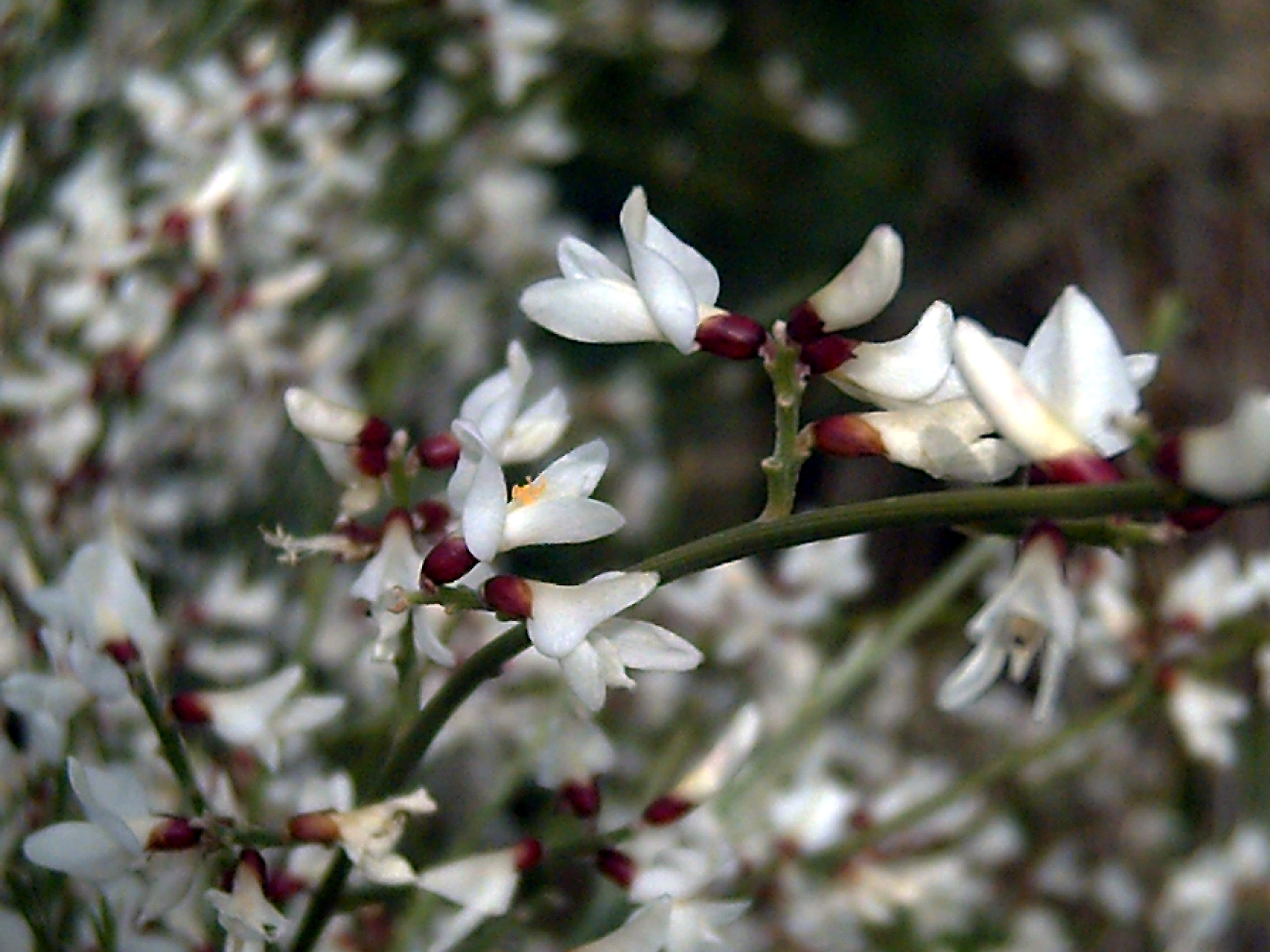
Detall de les flors

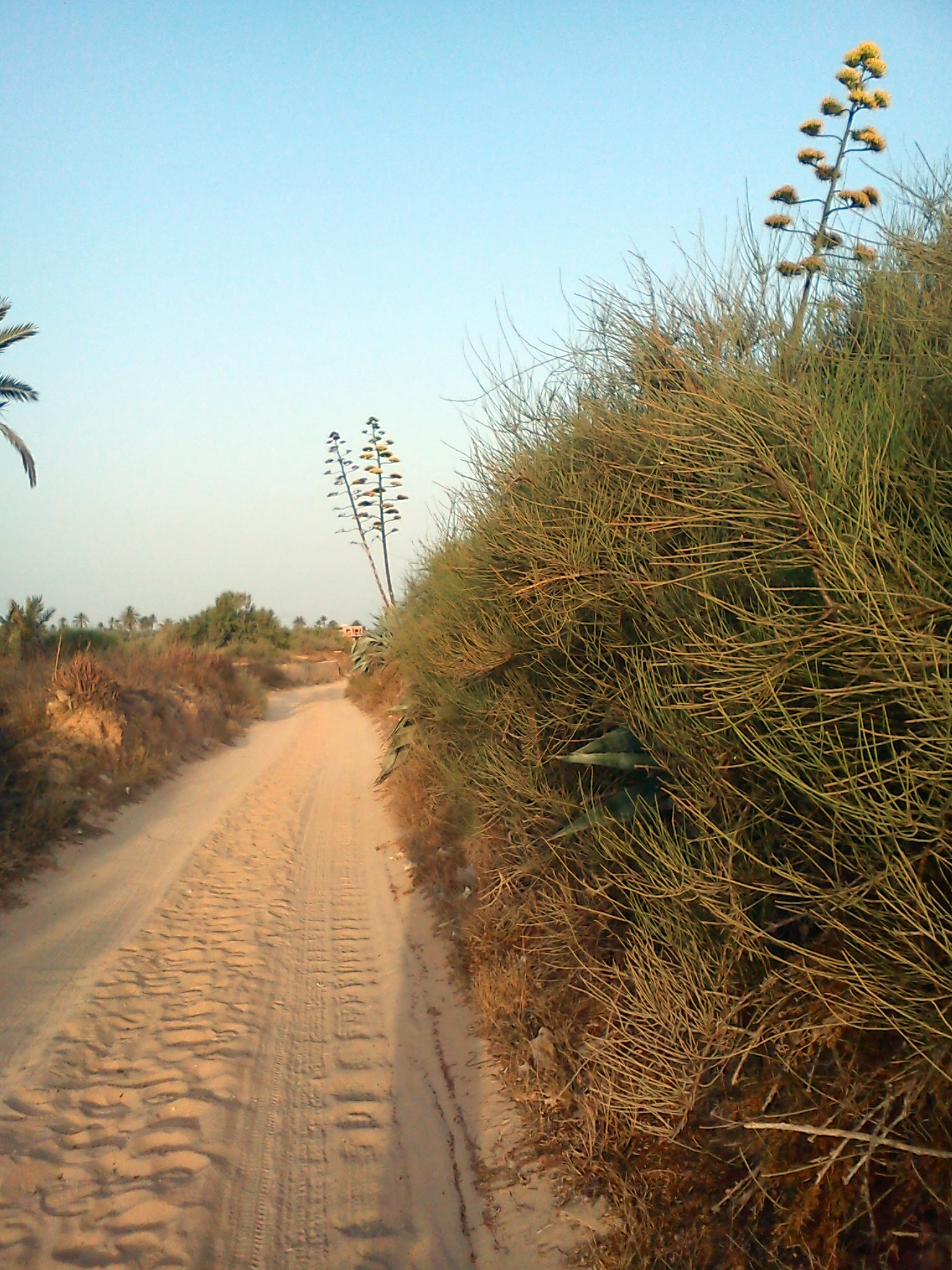
Retama monosperma, Agave americana i Aloe Vera. Mezraya, Djerba

## Descripció
Té tiges que arriben a una grandària de fins a 3,5 m d'alçada, abundants, ramificades. Les fulles són linears, caduques i pubescents. Les inflorescències es presenten en penjolls laxos. El calze de 4 mm, és campanulat, glabre; el llavi superior amb 2 dents ben marcades; l'inferior amb 3 grans mucronulats petits. La corol·la fa de 9-13 mm, blanca, pubescent. El llegum de 12-16 mm, té forma ovoide, amb un mucró uncinat. Floreix i fructifica de gener a abril.
A més a més destaquen els seus fruits de color marró, i unes flors de color blanc que desprenen una olor característica. Malgrat presentar un tipus de fulla efímer, aquesta planta es considera afil·la, resistent al mar i tolerant a la calç, així com també resistent a la sequera. La seva tipologia com a planta és: Arbust
Un arbust desarmat, de fins a 1 metre d'alçada en aquest país, però més del doble d'alt en el seu estat nadiu; branques molt primes, penjants i semblants al jonc, acanalades, cobertes de pèls curts i sedosos quan són joves. Fulles escadusseres i discretes, de 0,5 a 2 cm de llarg, lineals. Raïms curts, sedosos, distribuïts al llarg de les branques, de 1⁄2 a 11⁄2 polzada de llarg, portant de cinc a quinze flors. Flors de color blanc lletós i deliciosament fragants, de mig centímetre de llarg; els pètals coberts de pèls sedosos, el calze fosc que contrasta amb els pètals; quilla de corol·la cuspidada a l'àpex. Beines arrugades, obovoides, mucronades a l'àpex, d'aproximadament mig centímetre de llarg, que contenen una (de vegades dues) llavors de color marró fosc.

## Distribució i hàbitat
Es troba en savinars, ginebredes i pinedes de dunes mòbils o semifixes costaneres; 0-300 m a la península Ibèrica i nord-oest de Marroc. Al sud-oest de la Península Ibèrica (des de Setúbal fins a Gibraltar); naturalitzada en diversos punts de la Península.
Natiu de S. Portugal, S.W. Espanya i el nord d'Àfrica, principalment a sorres costaneres. Sempre sorprèn per la seva tendresa. A les Illes Scilly prospera admirablement, en canvi prop de Londres necessita la protecció d'una paret assolellada, com la que es troba fora d'un hivernacle. El terra ha de ser lleuger i ben drenat. Al seu país natal, les branques primes i flexibles s'usen per lligar, de la mateixa manera que els salzes aquí.
Bé és cert que aquesta planta, és nativa de zones com: Algèria, Illes Canàries, Egipte, Grècia, Líban, Mauritània, Marroc, Palestina, Portugal, Aràbia Saudí, Sicília, Sinaí, Sudan, Tunísia, part del Sàhara, així com també d'Espanya. Introduïda en zones com Argentina, Xile, Equador, Uruguai i Austràlia

## Propietats
Les llavors contenen citisina, un alcaloide tòxic. De diferents parts de la planta també es poden aïllar quinze quinolizidínics i tres dipiperidina alcaloides. En particular, es pot detectar la presència de (+) - esparteïna, α-y β- isosparteïna, (+) -17 - oxosparteïna, (-) - lupanina, 5,6-dehydrolupanine, (-) - anagrina, (-) - N -metilcitisina y (+) - ammodendrina. Resistència: -6 a -8 °C. Codi de sequera: 5. Fullatge: Tiges sedós, gris platejat, gairebé sense fulles, d'hàbit flexible.
Aquesta planta té una mida de 2-3 metres d’alçada, per tant es cataloga com arbust. És totalment resistent a la sequera i a la proximitat del mar. Té un origen exòtic, sent potencialment invasiva. Pot assolir una amplada de 2-4 metres

## Taxonomia
Retama monosperma va ser descrita per (L.) Boiss. i publicat a Voyage botanique dans le midi de l'Espagne 2(5): 144. 1840.
Etimologia
Retama: nom genèric que deriva de Retàma, -ae f. – de l'àrab andalusí ratama (àr. cult ratam).
monosperma: epítet llatí que significa "amb una sola llavor".
Familia: Fabaceae
Sinònims: Genista monosperma
Lygos monospermum
Sinonímia
Citologia
Els nombres cromosomàtics de Retama monosperma (Fam. Leguminosae) i tàxons infraespecífics: 2n=48
Sinonímia
- Retama rhodorhizoides Webb i Berthel.[11]
- Lygos monosperma (L.) Heywood in Feddes Repert. 79: 53 (1968)
- Genista monosperma (L.) Lam., Encycl. 2: 616 (1788)
- Spartium monospermum L., Sp. Pl. 708 (1753)
- Spartium clusii Spach in Ann. Sci. Nat., Bot. ser. 2 19: 290 tab. 16, fig. 3 (1843)
- Retama webbii (Spach) Webb, Otia Hispan. ed. 2 24 (1853)
- Spartium webbii Spach in Ann. Sci. Nat., Bot. ser. 2 19: 291 tab. 16, fig. 4 (1843)[10]